# 블랙 프라이데이
블랙 프라이데이(영어: Black Friday, 검은 금요일)는 11월의 넷째 주 목요일인 추수감사절 다음날로, 미국에서 연중 가장 큰 규모의 쇼핑이 행해지는 날이다. 소매업체의 경우, 1년 매출의 70%가 이 날 이루어진다고 한다. 'black'이라는 표현은 이날이 연중 처음으로 회계 장부에 흑자(black ink)를 기록하는 날이라는 데에서 유래되었다. 최근에는 대부분의 주요 소매업체들이 이른 시간에 개장을 하여 공휴일 쇼핑 시즌을 개시하는 할인 판매를 실시하며, 영국 연방 국가의 박싱 데이와 비슷하다. 블랙 프라이데이는 연방 공휴일이 아니지만, 캘리포니아주를 비롯한 여러 주에서는 추수감사절 다음 날을 공휴일로 지정하며, 다른 주에서는 콜럼버스의 날을 대체하기도 한다.

## 영향
| 연도 | 날짜      | 설문조사 게시일 | 쇼핑객 수 (백만) | 평균 소비 | 총 소비       | 투표한 소비자 수 | 이윤 오차 |
| ---- | --------- | --------------- | ---------------- | --------- | ------------- | ---------------- | --------- |
| 2020 | 11월 27일 |                 |                  |           |               |                  |           |
| 2019 | 11월 29일 |                 |                  |           |               |                  |           |
| 2018 | 11월 23일 |                 |                  |           |               |                  |           |
| 2017 | 11월 24일 | 11월 28일       | 174              | $335.47   | $58.3 billion | 3,242            | ± 1.7%    |
| 2016 | 11월 25일 |                 |                  |           |               |                  |           |
| 2015 | 11월 27일 |                 |                  |           |               |                  |           |
| 2014 | 11월 28   | 11월 30         | 233              | $380.95   | $50.9 billion | 4,631            | ± 1.5%    |
| 2013 | 11월 29일 | 12월 1일        | 249              | $407.02   | $57.4 billion | 4,864            | ± 1.7%    |
| 2012 | 11월 23일 | 11월 25일       | 247              | $423.66   | $59.1 billion | 4,005            | ± 1.6%    |
| 2011 | 11월 25일 | 11월 27일       | 226              | $398.62   | $52.5 billion | 3,826            | ± 1.6%    |
| 2010 | 11월 26일 | 11월 28일       | 212              | $365.34   | $45.0 billion | 4,306            | ± 1.5%    |
| 2009 | 11월 27일 | 11월 29일       | 195              | $343.31   | $41.2 billion | 4,985            | ± 1.4%    |
| 2008 | 11월 28일 | 11월 30일       | 172              | $372.57   | $41.0 billion | 3,370            | ± 1.7%    |
| 2007 | 11월 23일 | 11월 25일       | 147              | $347.55   | $34.6 billion | 2,395            | ± 1.5%    |
| 2006 | 11월 24일 | 11월 26일       | 140              | $360.15   | $34.4 billion | 3,090            | ± 1.5%    |
| 2005 | 11월 25일 | 11월 27일       | 132              | $301.81   | $26.8 billion |                  |           |

## 같이 보기
- 검은 수요일
- 사이버 먼데이
- 광군제